# Batalhão Lincoln
O Batalhão Lincoln (em castelhano: Batallón Abraham Lincoln), o principal componente do que veio a ser conhecido como a Brigada Abraham Lincoln, foi o 17º (mais tarde o 58º) batalhão da XV Brigada Internacional que lutou na Guerra Civil Espanhola. Batizado em homenagem ao presidente dos Estados Unidos Abraham Lincoln, o batalhão foi organizado pela Internacional Comunista. A XV Brigada foi uma das muitas brigadas mistas que compunham as Brigadas Internacionais.
O Batalhão Lincoln foi formado por voluntários americanos que serviram como soldados, técnicos, pessoal médico e aviadores ao lado das forças da República Espanhola contra as forças apoiadas pelos Nazistas do general Francisco Franco e a sua Facção nacionalista. Ao contrário do Exército dos EUA segregado na década de 1930, o Batalhão Lincoln integrou soldados brancos e negros em igualdade de condições. Dos aproximadamente 3.000 voluntários americanos que foram para a Espanha, 681 foram mortos em ação ou morreram de ferimentos ou doenças.

### Citações
1. ↑  Hayes 1951, p. 117.
2. ↑  Richardson 1982, pp. 31-47.
3. ↑  «Abraham Lincoln Brigade Archives - FAQs». ALBA
4. ↑  «Online Lesson: African Americans in the Spanish Civil War». ALBA (Abraham Lincoln Brigade Archives). Consultado em 30 de Outubro de 2024
5. ↑  Garcia, Daniel Pastor; Celada, Antonio R. (2012). «The Victors Write History, the Vanquished Literature: Myth, Distortion and Truth in the XV Brigade». 89. 89: 307–321. doi:10.1080/14753820.2012.731576

### Obras citadas
- Hayes, Carlton J.H. (1951). The United States and Spain. An Interpretation. Sheed & Ward; 1ST edition. [S.l.: s.n.] ASIN B0014JCVS0
- Richardson, R. Dan (1982). Comintern Army: The International Brigades and the Spanish Civil War. University Press of Kentucky. Lexington, Kentucky: [s.n.] ISBN 978-0813154466